# スリナム国民党
スリナム国民党（スリナムこくみんとう、オランダ語：Nationale Partij Suriname、英語：National Party of Suriname）はルナルド・フェネティアーン元大統領が率いるスリナムの政党。2005年3月25日に行われた直近の選挙で、スリナム国民党も参加する民主発展新戦線が51議席中23議席を獲得した。